# 保定道 (汪兆銘政権)
保定道（ほてい-どう）は汪兆銘政権華北政務委員会により設置された河北省の道。

## 沿革
1940年（民国29年）5月29日に設置された。

## 行政区画
廃止直前下部の23県を管轄した。（50音順）
- 安国県
- 安新県
- 易県
- 完県
- 曲陽県
- 行唐県
- 蠡県
- 徐水県
- 新城県
- 新楽県
- 清苑県
- 定県
- 定興県
- 高陽県
- 唐県
- 博野県
- 阜平県
- 満城
- 望都県
- 雄県
- 容城県
- 淶水県
- 淶源県